# لوك كارول
لوك كارول (بالإنجليزية: Luke Carroll)‏ هو ممثل أسترالي، ولد في 1982 بسيدني في أستراليا.

## وصلات خارجية
- لوك كارول على موقع IMDb (الإنجليزية)
- لوك كارول على موقع ميوزك برينز (الإنجليزية)
- لوك كارول على موقع قاعدة بيانات الفيلم (الإنجليزية)